# 小崎綾也
小崎 綾也（こざき りょうや、1995年5月13日 - ）は、中央競馬（JRA）・栗東トレーニングセンターの騎手。滋賀県出身。父はJRA調教師の小崎憲。

## 来歴
2014年2月に競馬学校を30期生として卒業。同期に石川裕紀人、井上敏樹、木幡初也、松若風馬、義英真がいる。
デビューを目前に控えた2014年2月19日、調教中に眼底骨折を負い、初騎乗は4月19日にずれ込んだ。同日の阪神7レースで、父の管理馬ケルンフォーティーで1着となり、JRA初勝利を挙げた。初勝利から6週連続で勝利を挙げており、これは歴代単独1位の記録である。1年目のシーズンは同期では松若風馬（47勝）に次ぐ38勝を記録し、「中央競馬関西放送記者クラブ賞」の新人特別賞を受賞した。
2年目の2015年は、4月に落馬により左下腿骨を骨折し、8ヶ月戦線を離脱する。一度は復帰するも、騎乗の際に足にかかる負荷に悩まされたことから2016年6月に患部を再手術し、リハビリを経て2017年1月に復帰した。
2017年8月21日より村山厩舎を離れ、フリーとなった。同月、オーストラリアへの武者修行に出発し、名牝ウィンクスを管理するクリス・ウォーラー厩舎で4ヶ月経験を積んだ。
2018年7月14日、函館8レースでユアスイスイに騎乗し1着、JRA通算100勝を達成した。
2018年7月22日、函館2歳ステークスをアスターペガサスで制し、5年目での重賞初勝利を挙げた。
2019年9月から2020年3月までニュージーランドへ長期遠征。
2022年7月27日からアイルランドのジョセフ・オブライエン厩舎で武者修行を行い、12月から日本での騎乗を再開した。

## 騎乗成績

### 概要
|            | 日付           | 競馬場・開催    | 競走名            | 馬名               | 頭数 | 人気 | 着順 |
| ---------- | -------------- | --------------- | ----------------- | ------------------ | ---- | ---- | ---- |
| 初騎乗     | 2014年4月19日  | 2回阪神7日目1R  | 3歳未勝利         | アグネスアミニソル | 16頭 | 9    | 11着 |
| 初勝利     | 2014年4月19日  | 2回阪神7日目7R  | 4歳上500万下      | ケルンフォーティー | 18頭 | 11   | 1着  |
| 重賞初騎乗 | 2014年12月20日 | 4回中京5日目11R | 愛知杯            | フレイムコード     | 18頭 | 18   | 12着 |
| 重賞初制覇 | 2018年7月22日  | 2回函館6日目11R | 函館2歳ステークス | アスターペガサス   | 16頭 | 2    | 1着  |

### 年度別成績
小崎綾也の年度別成績（netkeiba.com）を参照

## 主な騎乗馬
- アスターペガサス（2018年函館2歳ステークス）